# Revealer
Revealer est un album de Madison Cunningham sorti en 2022.

## Liste des titres
| No  | Titre                         | Durée |
| --- | ----------------------------- | ----- |
| 1.  | All I’ve Ever Known           | 5:06  |
| 2.  | Hospital                      | 3:33  |
| 3.  | Anywhere                      | 4:22  |
| 4.  | Sunshine Over The Counter     | 3:48  |
| 5.  | Life According To Raechel     | 4:33  |
| 6.  | Who Are You Now               | 3:18  |
| 7.  | In From Japan                 | 4:22  |
| 8.  | Collider Particles            | 3:10  |
| 9.  | Your Hate Could Power A Train | 3:11  |
| 10. | Our Rebellion                 | 3:08  |
| 11. | Sara And The Silent Crowd     | 4:30  |

## Récompenses
L'album remporte un Grammy Award du meilleur album de folk en 2023.